# Kalampaka
Kalampaka (Grieks: Καλαμπάκα) is sedert 2011 een fusiegemeente (dimos) in de Griekse bestuurlijke regio (periferia) Thessalië.
De acht deelgemeenten (dimotiki enotita) van de fusiegemeente zijn:
- Aspropotamos
- Chasia (Χάσια)
- Kalampaka (Καλαμπάκα)
- Kastania (Καστανιά)
- Kleinos (Κλεινός)
- Malakasi (Μαλακάσι)
- Tymfaia (Τυμφαία)
- Vasiliki (Βασιλική)

In de deelgemeente Kalampaka liggen de Meteora, werelderfgoed.